# Бержите (Расейняйський район)
Бержите (Beržytė) — село у Литві, Расейняйський район, Расейняйське староство, знаходиться за 5 км від міста Расейняй. Станом на 2001 рік у селі проживало 20 людей. 2011 року — 16.

## Принагідно
- Beržytė (Raseiniai) [Архівовано 16 листопада 2016 у Wayback Machine.]

| Литва | Це незавершена стаття з географії Литви. Ви можете допомогти проєкту, виправивши або дописавши її. |